# Wassili Michailowitsch Andrianow
Wassili Michailowitsch Andrianow (russisch Васи́лий Миха́йлович Андриа́нов; * 8. Märzjul. / 21. März 1902greg. im Dorf Pessotschnja, Ujesd Schisdra, Gouvernement Kaluga, Russisches Kaiserreich; † 3. Oktober 1978 in Moskau) war ein sowjetischer Politiker und Funktionär der Kommunistischen Partei der Sowjetunion (KPdSU), der unter anderem zwischen 1938 und 1946 Erster Sekretär der KPdSU der Oblast Swerdlowsk und später zwischen 1949 und 1953 Erster Sekretär der KPdSU der Oblast Leningrad war sowie von Oktober 1952 bis März 1953 als Mitglied des Politbüros der KPdSU kurzzeitig dem obersten Führungsgremium der Partei angehörte.

## Biografie

### Ausbildung, Parteifunktionär
Andrianow begann nach Beendigung der Schulausbildung 1915 eine Berufsausbildung als Schneider, arbeitete später jedoch auch als Land- und Eisenbahnarbeiter, ehe er 1924 in die Rote Armee eintrat und dort als Buchbinder im 16. Zug diente. Nach Beendigung seines Militärdienstes fungierte er zwischen 1925 und 1928 als Vorsitzender einer Kreditgenossenschaft in der Oblast Brjansk und war in dieser Zeit auch Mitglied der Rechnungsprüfungskommission dieser Oblast.
Andrianow, der 1926 Mitglied der KPdSU wurde, studierte zwischen 1928 und 1930 an der Arbeiterfakultät am Karl-Liebknecht-Institut in Moskau. Nach Beendigung des Studiums wurde er zunächst stellvertretender Abteilungsleiter eines Stadtbezirksausschusses der KPdSU in Moskau sowie danach stellvertretender Vorsitzender eines Bezirkskomitees der KPdSU in der Oblast Moskau, ehe er von 1932 bis 1934 Instrukteur der Abteilung für Eisenbahnen, Wasserstraßen und öffentliche Verkehrsmittel des Stadtkomitees der KPdSU von Moskau war.
Nach einem darauf folgenden dreijährigen Studium an der Fakultät für Mechanik und Mathematik der Staatlichen Universität Moskau nahm Andrianow im November 1937 seine Tätigkeit als Parteifunktionär wieder auf und war zunächst Erster Sekretär des Stadtkomitees der KPdSU von Kowrow sowie im Anschluss von Mai bis November 1938 Zweiter Sekretär der KPdSU der Oblast Stalingrad. Im November 1938 kehrte er nach Moskau zurück und war für kurze Zeit stellvertretender Leiter der Abteilung für führende Parteiorgane des ZK der KPdSU und damit Vertreter von Georgi Maximilianowitsch Malenkow. 1938 war Andrianow auch Absolvent der Höheren Parteischule des Zentralkomitees.
Durch Beschluss des Politbüros des ZK wurde er jedoch bereits am 30. Dezember 1938 als Nachfolger von Konstantin Nikolajewitsch Waluchin zum Ersten Sekretär der KPdSU der Oblast Swerdlowsk und am 10. Januar 1939 durch das Plenum des Oblastkomitees formell bestätigt. Er bekleidete dieses Amt bis zu seiner Ablösung durch Wiktor Iwanowitsch Nedosekin am 21. März 1946. Gleichzeitig war er formell auch Erster Sekretär des KPdSU-Stadtkomitees von Swerdlowsk, wenngleich dieses Amt formell vom jeweiligen Zweiten Sekretär des Stadtkomitees wahrgenommen wurde. Während des Deutsch-Sowjetischen Krieges von 1941 bis 1945 leitete er insbesondere Prozesse zur Unterbringung evakuierter Betriebe und der Erhöhung der Rüstungsproduktion.

### Nachkriegszeit
Im März 1946 wurde Andrianow Mitglied des Orgbüros des Zentralkomitees der KPdSU und zugleich stellvertretender Leiter der Verwaltung für parteiliche Prüfungen beim ZK sowie stellvertretender Vorsitzender des Rates für Kolchosen beim Ministerrat.
Durch die Förderung von Malenkow wurde er am 22. Februar 1949 als Nachfolger von Pjotr Sergejewitsch Popkow Erster Sekretär des Regional- und Stadtkomitees der KPdSU von Leningrad und behielt dieses Amt bis zu seiner Ablösung durch Frol Romanowitsch Koslow am 25. November 1953.
Am 16. Oktober 1952 wurde er schließlich auch Mitglied des Politbüros des ZK und gehörte damit dem obersten Führungsgremium der KPdSU an. Dieses Amt verlor er jedoch bereits am 6. März 1953, einen Tag nach dem Tod von Josef Stalin. Ebenso verlor er einige Zeit später seine Mitgliedschaft im ZK der KPdSU und wurde letztlich am 25. November 1953 auch als Erster Sekretär des Regional- und Stadtkomitees der KPdSU von Leningrad entlassen. Zuletzt war er von Dezember 1953 bis zu seiner Versetzung in den Ruhestand im August 1956 Vize-Minister für Staatskontrolle.

## Ehrungen
- Vier Mal den Leninorden (1942, 1943, 1944 und 1945)
- Orden des Vaterländischen Krieges I. Klasse, 1945
- Medaille „Für heldenmütige Arbeit im Großen Vaterländischen Krieg 1941–1945“
- Jubiläumsmedaille „Zum Gedenken an den 100. Geburtstag von Wladimir Iljitsch Lenin“, 1969
- Medaille „30. Jahrestag des Sieges im Großen Vaterländischen Krieg 1941–1945“, 1975